# Teru Miyamoto
Teru Miyamoto,  (宮本 輝?, Miyamoto Teru) (Kōbe, 6 marzo 1947), è uno scrittore giapponese.

## Biografia
Nato a Kōbe nel 1947, si è laureato all'Università Otemon Gakuin.
Durante la giovinezza ha traslocato varie volte a causa delle difficoltà economiche in cui versava la famiglia e, prima di dedicarsi alla scrittura, ha svolto vari lavori tra i quali l'impiegato in un'agenzia di pubblicità.
Ha esordito nella narrativa nel 1977 con il romanzo Doro no Kawa trasposto 4 anni dopo nella pellicola Il fiume di fango e nel 1979 ha contratto la tubercolosi dalla quale è guarito dopo due anni.
Vincitore nel 1978 del Premio Akutagawa per il romanzo Hoterugawa, nel 1995 è entrato a far parte della giuria del prestigioso riconoscimento.

## Opere (parziale)

### Narrativa
- Doro no Kawa (1977)
- Hotarugawa (1978)
- Kinshu (1982)
- Ao ga chiru (1982)
- Inochi no utsuwa (1983)
- Bagliori fatui (Maboroshi no hikari, 1983), Milano, Carbonio, 2017 traduzione di Paolo Villani ISBN 978-88-99970-07-9.
- Haru no yume (1984)
- Michiyuku hitotachi to: taidanshu (1984)
- Donau no tabibito, Asahi Shinbunsha Showa (1985)
- Hana no Furu Gogo (1988)
- Yumemidori no hitobito (1989)
- Umibe no tobira (1991)
- Inoue Yasushi (1993)

## Adattamenti cinematografici (parziale)
- Il fiume di fango (Doro no kawa), regia di Kōhei Oguri (1981) (dal romanzo Doro no kawa)
- Dōtonborigawa, regia di Kinji Fukasaku (1982)
- Hana no Furu Gogo, regia di Kazuki Ōmori (1989) (dal romanzo Hana no Furu Gogo)
- Maborosi (Maboroshi no hikari), regia di Hirokazu Kore'eda (1995) (dal racconto Bagliori fatui)

## Adattamenti televisivi
- Hana no Furu Gogo Serie TV (1989)

## Premi e riconoscimenti

### Vincitore
Premio Osamu Dazai
- 1977 con Doro no Kawa

Premio Akutagawa
- 1978 con Hoterugawa

Premio  Yoshikawa Eiji
- 1987 con Yu-Shun